# Fájlallokációs tábla
A fájlallokációs tábla (FAT: File Allocation Table) egy számítógépes fájlrendszer architektúrának valamint egy ipari szabványos fájlrendszercsaládnak a neve.
A FAT egy örökölt fájlrendszer, amely egyszerű és robusztus.
Jól használható egyszerű eszközöknél, de nem nyújtja ugyanazt a teljesítményt, megbízhatóságot és skálázhatóságot, mint a mai modern fájlrendszerek. Habár kompatibilitási okokból majdnem az összes létező operációs rendszer támogatja, mivel egy jól bevált fájlrendszer, amellyel adatcserék végezhetők különböző számítógépek között.
Eredetileg az 1970-es évek végén tervezték hajlékonylemezek használatához, hamarosan általánosan is átvették és használni kezdték merevlemezeken kezdve a DOS-tól egészen a Windows 9x korszakig két évtizedig.
Az egyre erősebb számítógépek és operációs rendszerek bevezetésével, amelyek az egyre komplexebb fájlrendszerek fejlesztését vonták maguk után, a FAT többé már nem az alapértelmezett fájlrendszer a Microsoft Windows számítógépeken.
Jelenleg a FAT fájlrendszer általában még mindig megtalálható hajlékonylemezeken, USB stick-eken, flash memórián és más solid-state memóriakártyán és modulon és más hordozható és beágyazott eszközön. Használják EFI-kompatibilis számítógépek boot stage-eként.
A fájlrendszer neve a fájlrendszer indextáblájának kitüntetett használatából (neve FAT) eredeztethető, amely statikusan foglalódik le a formattálás pillanatában a háttértáron. Ez a tábla bejegyzéseket tartalmaz minden cluster-hez a tárolólemez egy folyamatos területén. Minden bejegyzés tartalmazza vagy a következő cluster számát egy fájlban, vagy fájlvége, nem használt lemez terület ill. a lemez speciálisan fenntartott területének jelzését.

## Fordítás
Ez a szócikk részben vagy egészben  a   File Allocation Table című angol Wikipédia-szócikk fordításán alapul.  Az eredeti cikk szerkesztőit annak laptörténete sorolja fel. Ez a jelzés csupán a megfogalmazás eredetét és a szerzői jogokat jelzi, nem szolgál a cikkben szereplő információk forrásmegjelöléseként.